# Spirotech
Spirotech
Sinds de uitvinding van de revolutionaire SpiroTube door de oprichter van Spirotech, Frans Roffelsen, ontwikkelde het bedrijf zich tot een expert op het gebied van systeemwater kwaliteit in gesloten HVAC systemen.
Als Helmonds familiebedrijf is Spirotech als eerste in Nederland gestart met de ontwikkeling van lucht- en vuilafscheiders voor toepassing in verwarmings- en koelinstallaties. Met een lucht- en vuilafscheider bespaar je niet alleen energie (tot wel 13%), maar voorkom je ook slijtage aan de (vaak) kostbare componenten in je installatie zoals de verwarmingsketel of warmtepomp.
De producten worden grotendeels geproduceerd in Nederland met hoogwaardige materialen zoals messing en staal. Daarnaast worden hoge kwaliteit magneten om al het schadelijke magnetiet, bekend van het “zwarte water” in je verwarming, te verwijderen. Inmiddels produceert en levert Spirotech ook producten voor vacuümontgassing, drukbehoud, hydraulische verdelers en additieven. Op basis van een uitgebreide wateranalyse, uitgevoerd in het laboratorium in België, kan er een advies op maat geven om de verwarmings- of koelinstallatie verder te optimaliseren.
Onder de volgende merknamen produceert Spirotech de volgende producten:
- SpiroTop: snelontluchters (ook voor installaties met PVT panelen)
- SpiroVent: (Microbellen)luchtafscheiders (ook voor installaties met PVT panelen)
- SpiroTrap: Vuilafscheiders (met magneet)
- SpiroCombi: (Microbellen)luchtafscheider gecombineerd met een vuilafscheider (met magneet)
- SpiroCross: Hydraulische balancering met (microbellen)luchtafscheider en een vuilafscheider (met magneet)
- SpiroVent Superior: Vacuumontgessers
- SpiroExpand Expansievaten: Expansievaten met zakmembraan
- SpiroExpand Expansieautomaten: Automatisch, actieve drukbehoudsystemen
- SpiroPure: Vul-, bijvul- of mobiele reinigingssystemen om de systeemwaterkwaliteit te optimaliseren
- SpiroPlus: Spoelmiddelen en additieven voor systeemwater
- SpiroCare: Analyse van systeemwater in het laboratorium van Spirotech

In 2022 is de Firma Eder, gevestigd in Oostenrijk en producent van expansievaten en -automaten overgenomen. Het bedrijf is nu als Eder Spirotech GmbH onderdeel van Spirotech BV en heeft zijn productiefaciliteiten in Leisach en Bramberg in Oostenrijk. Het hoofdkantoor van Eder Spirotech ligt in Wenen.